# Dat Politics
Dat Politics est un groupe de musique électronique français, originaire de Lille, actif depuis 1999.

## Biographie
Dat Politics se forme en 1999 à Lille sur les cendres du groupe de post-rock Tone Rec,. Initialement un groupe à géométrie variable, le groupe se produit en duo depuis 2009. Leur premier album Tracto Flirt est publié en 1999 et réédité l'année suivante par le label Tigerbeat6. Le deuxième album Villiger sort en 2000 sur le label a-Muzik. Les sorties d'albums se succèdent ensuite à un rythme régulier, Sous Hits en 2001,, Plugs Plus en 2002 sur le label Chicks on Speed,, Go Pets Go en 2004, Wow Twist en 2006, Mad Kit en 2009, Blitz Glazer en 2012. Le dernier album en date du groupe se baptise No Void et est sorti en 2015 sur Shitkatapult le label de T.Raumschmiere.